# 南京軍事法廷
南京軍事法廷（なんきんぐんじほうてい）は、1946年に蒋介石率いる中国国民党政府によって開かれた戦犯裁判。中国で戦争犯罪を犯したと目された日本軍関係者が日中戦争中の行為をもとに石美瑜裁判長によるこの法廷で裁かれた。

## 南京事件に関して

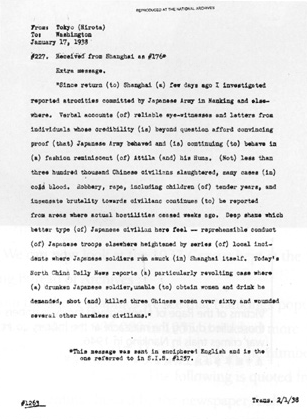
南京事件を報じたティンパーリィの1938年1月17日付電報。谷寿夫に対する証拠として提出された。

南京事件関連では、第6師団長谷寿夫、同師団の歩兵第45連隊中隊長田中軍吉、および、戦時中の新聞で百人斬り競争を実施したと報じられた向井敏明少尉と野田毅少尉が起訴され、谷が1947年4月に、残る3人が1947年12月に死刑判決を受け、処刑された。
- 谷寿夫 - 当時陸軍中将。第10軍隷下第6師団長。1947年3月10日、BC級戦犯として死刑判決を受け、4月26日、同地で銃殺刑、享年64。当人は虐殺は中島･末松らの部隊が行ったものだと主張した（これは指揮官クラスで公に南京事件の存在を認めた唯一のものだとされる。)。しかし、虐殺等について互いに他人の行為を利用して目的を達成しようとした以上、共謀共同正犯として責任を負うとされ、さらに、本人が管轄した中華門一帯でも虐殺事件等が起きていることも指摘され[1]、有罪を免れなかった(なお、共謀共同正犯の共謀は黙示でも良いし、必ずしも事前でなく実行の際でも良いとされる)。この中華門一帯の暴虐行為については、証言を募ったところ四百余人が申し出、公判では八十余人が証言した[2]という。ベイツやスマイスの声明書も公判で提出されている。谷は自身の部下や柳川部隊の関係者を証人として呼ぶことを要請したが、彼らは本来共犯容疑者であり私情から庇うとみられるため判決の根拠に出来ない、要請は単なる時間稼ぎである、として認められなかった[3]。谷当人は上申書を書き、再審を請求したが容れられなかった。
- 田中軍吉- 当時陸軍大尉。第6師団中隊長[4]。300人斬りの容疑で起訴、山中峯太郎編著『皇兵』(昭和15年）のなかの「三百人も斬った隊長の愛刀助広」として説明されたことや中国人の処刑写真などが証拠とされ、死刑判決[5]。処刑写真の処刑者が自分であることを否定できなかったとされる。一方で、反証提出は許されなかった[6]とする説がある。1948年1月28日、雨花台で銃殺刑。享年42。
- 向井敏明 - 当時陸軍少尉。第16師団歩兵第9連隊[4]。百人斬り競争の容疑で起訴、1947年12月12日、公判、18日死刑判決。東京日日新聞昭和12年12月13日の記事、それを転載したハロルド・J・ティンパーリの書籍が証拠とされた[5]。反証提出は許されなかった[6]とする説がある。百人斬りは自分のホラ話とし、当時の部下を証人として呼ぶことを要求したが、部下の証言では信頼性に欠け単なる時間稼ぎであるとして認められていない。1948年1月28日、雨花台で銃殺刑。享年36。
- 野田毅- 当時陸軍少尉。第16師団歩兵第9連隊[4]。百人斬り競争の容疑で向井敏明、田中軍吉と共に死刑判決を受けて1948年1月28日、雨花台で銃殺刑。享年35。

田中軍吉、向井敏明、野田毅の３名は南京事件について、実行行為者として共同正犯にあたるとされたものであるが、中国軍事法廷は、新聞報道、記者証言、被告人らの証言に対する心証等を元に有罪認定しており、３名の「犯行」の実行を特定する証人については、死人に口なしとはいえ見つけてはいない。なお、被告の中からは百人斬りの話を記者にしたことについて英雄視され良縁を得るためという説明もなされ、これ自体は事件後の実際の事実経過と一致しているのだが、判決文を見るかぎり、裁判官はこれをまともな話と受け取っていないように思われる。
判決では、南京全体で証言のあった揚子江沿岸での捕虜･難民の虐殺者数、民間篤志団体の集団埋葬者数を積み上げる形で「虐殺被害者総数は三〇万人以上に達する。」と認定、現在の中国政府が主張する（事実上最低で）犠牲者三十万人以上説の根拠となっているが数字の具体的な証拠は一つも残されていない。

## その他の中国における軍事法廷
中国国民党政府により開かれた軍事法廷はこのほか、広州、上海（岡村寧次）、北平（北京）、漢口、済南、台北など、中国共産党政府による軍事法廷には瀋陽と太原がある。

## ユネスコ記憶遺産
中国政府は南京事件に関する史料をユネスコ記憶遺産へ申請し、2015年、南京軍事法廷における谷寿夫への判決文、マイナー・シール・ベイツの証言、南京法廷による南京事件の調査報告書は、他の事件記録史料とともに登録された。